# Methia enigma
Methia enigma är en skalbaggsart som beskrevs av Martins 1981. Methia enigma ingår i släktet Methia och familjen långhorningar.
Artens utbredningsområde är Paraguay. Inga underarter finns listade i Catalogue of Life.